# Ce soir
Pour la chanson du groupe Kyo, voir 300 lésions.
Ce soir est un quotidien national dirigé par ses fondateurs en 1937, les écrivains Louis Aragon et Jean-Richard Bloch, qui fut après la Seconde Guerre mondiale en France le fleuron de l'Union française de l'information, regroupant une centaine de journaux proches ou détenus par le Parti communiste français, dont une vingtaine de quotidiens.
Journal d'informations générales, il a organisé des épreuves cyclistes, comme en 1946 la Ronde de France, qui se veut préfiguration d'un Tour de France sans ses organisateurs d'avant-guerre ou leurs continuateurs.
Après avoir été le plus lu des journaux communistes fédérés dans l'Union française de l'information, largement devant L'Humanité et les nombreux journaux régionaux, il a cessé de paraître au début de l'année 1953.

## Histoire

### 1937-1939, le journal du Front populaire et de la guerre d'Espagne
Dans le but de concurrencer Paris-Soir, Maurice Thorez formule à la fin de l'année 1936 le projet de créer un journal quotidien paraissant le soir. L'origine des fonds ayant servi au lancement de cet organe, officiellement indépendant, est controversée. La République espagnole, dont le journal se fit le défenseur vigilant, a-t-elle participé au financement ? Le premier numéro du journal sort le 1er mars 1937. Il est placé sous la direction de deux écrivains célèbres. L'un est connu pour son appartenance au Parti communiste, Louis Aragon, l'autre Jean-Richard Bloch en est un très proche sympathisant, qui adhérera au PCF en 1939, peu avant la signature du Pacte germano-soviétique. Cependant le journal ne se veut pas organe politique du parti. Son rédacteur en chef, Élie Richard, a été recruté pour sa compétence « technique » : il a travaillé auparavant à Paris-Soir. La direction « économique » du titre est entre les mains de Gaston Bensan. Celui-ci, « homme de l'ombre », habitué des maisons d'édition du Parti, administrateur du journal en maîtrise seul les sources de financement qui permettent un tirage de démarrage de 100 000 exemplaires. Son siège est situé dans le 2e arrondissement de Paris, 31, rue du 4-Septembre.
Si Ce soir ne parvient jamais à atteindre les tirages de Paris-Soir, il réussit à trouver un lectorat avide de dernières nouvelles en fin de journée. En mars 1939, le tirage est de 260 000. Affaire non déficitaire, Ce soir doit sa notoriété à la qualité de ses collaborateurs. Louis Guilloux tient la chronique littéraire les six premiers mois. Il est alors remplacé par Paul Nizan qui était le chef du service de politique étrangère, et qui lui aussi mène alors de front activité journalistique et écriture romanesque. Pascal Pia est le chef du service des informations générales, jusqu'à son départ pour Alger républicain en août 1938. Proche de Jean Richard Bloch, Pierre Abraham est chroniqueur dramatique. Parmi les journalistes professionnels, figurent Édith Thomas, Simone Téry, Andrée Viollis, toutes trois spécialisées dans les grandes enquêtes-reportages.
Parmi les autres collaborateurs de Ce soir, entre 1937 à 1939, une liste de signatures les plus fréquentes témoigne de la qualité recherchée pour un journal qui se veut populaire :
René Arcos, Julien Benda, Jean Blanzat, Jean Cocteau, Lise Deharme, Robert Desnos, Luc Durtain, Yvette Guilbert, Francis Jourdain, André Lhote, Darius Milhaud, Georges Pillement, Tristan Rémy, Jean Renoir, Georges Sadoul, Elsa Triolet, Jean Wiener.
Le conflit espagnol est couvert par dix-huit journalistes et reporters-photographes. Les grands noms du journalisme de gauche se succèdent pour décrire et illustrer les combats, du côté républicain. Parmi eux : Édith Thomas, Andrée Viollis, Simone Téry, déjà citées, Louis Parrot, Stéphane Manier, Georges Soria, Renaud de Jouvenel.
Envoyés spéciaux de Ce soir, des photographes appelés à devenir célèbres font bénéficier le quotidien de leurs clichés qui ont maintenant valeur d'archives de la guerre civile espagnole :
- Gerda Taro, qui est tuée sur le front de Brunete en juillet 1937.
- Robert Capa, son compagnon, photographe officiel de Ce soir jusqu'à la retraite des républicains vers la France, en 1939.
- Chim, alias David Seymour
- Mathieu Corman.

Considéré comme proche du Parti communiste, le quotidien est interdit le 25 août 1939, en même temps que L'Humanité et l'ensemble des publications de ce parti, suspectées de soutenir le pacte germano-soviétique.

### 1940, sous l'occupation allemande
Le quotidien sera autorisé à paraître sous la direction de Jules Dumont, étant considéré de moindre notoriété que L'Humanité par l'occupant,.
Cependant il ne reparut pas.

### 1944 - 1953, euphorie et déclin du journal
Avec un demi-million d'exemplaires quotidiens en 1946, Ce Soir est de loin le plus grand des journaux communistes fédérés dans l'Union française de l'information, largement devant L'Humanité et les nombreux journaux régionaux. Le tirage de Ce soir, fondé en août 1944 et sous-titré « Grand quotidien d’information indépendante », passe de 288 000 exemplaires en janvier 1945 à 400 000 exemplaires plus tard en 1945, puis à 545 000 exemplaires en 1946, dépassant largement les 240 000 de la fin août 1939, avant de revenir en 1947 à 433000 puis de tomber à seulement 113 000 exemplaires en 1952, puis de s'effondrer à partir de 1952.
| Période                  | Août 1939 | Janvier 1945 | 1945    | 1946    | 1947    | Décembre 1952 | Variation 1947-1952 |
| Tirage [réf. nécessaire] | 288 000   | 400 000      | 545 000 | 433 000 | 113 000 | Moins 74%     |                     |

Le quotidien ne reparaît que le 22 août 1944, sous la houlette de Louis Parrot, un de ses rédacteurs d'avant guerre. Louis Aragon, organisateur de la Résistance des « Lettres », de retour à Paris fin septembre 1944 en reprend la « direction », qui revient dans les faits à Jean-Richard Bloch, quand celui-ci rentre en France en janvier 1945 après avoir passé la guerre en URSS, où il a été la « voix de la France » sur Radio-Moscou. Fin 1946, Bloch est élu au Conseil de la République, nouveau nom du Sénat, renforçant ainsi le poids politique du quotidien du soir. Mais il meurt subitement le 15 mars 1947. Aragon est alors seul directeur de Ce soir. Il est assisté par un de ses camarades de parti, vieux routier du journalisme, Fernand Fontenay. Les grèves de 1947 et la grève des mineurs de 1948 sont couvertes par la jeune résistante Madeleine Riffaud.
Gilbert Badia, rédacteur en chef depuis 1945 est rétrogradé brusquement en 1949, Aragon le remplaçant par un écrivain de 28 ans, André Stil, qui n'a aucune expérience de journaliste et prend aussi le poste de directeur-adjoint. L'année suivante, lors du XIIe Congrès du PCF, André Stil est même "bombardé", selon ses termes, rédacteur en chef de L'Humanité. Pour le remplacer, Aragon obtient la nomination d'une autre jeune écrivain, Pierre Daix. Pierre Daix narre ainsi, dans ses « mémoires revisitées » », son expérience : « Un tel poids de responsabilité, l'apprentissage à marches forcées d'un quotidien du soir qui avait alors quatre éditions par jour et une le dimanche, m'ôta tout loisir. Je me levais à cinq heures du matin et je représentais le journal aux premières des théâtres, du music-hall, aux meilleurs matches de boxe (…). Je patronnais des courses cyclistes comme les Boucles de la Seine. Embrassades avec Antonin Magne, mon dieu d'avant la guerre, comme Vietto. »
La ligne éditoriale de Pierre Daix va cependant remettre peu à peu en cause l'existence du journal, dont l'administration est jumelée à celle de L'Humanité depuis 1947 : les deux titres sont réunis dans un même immeuble, 37 rue du Louvre à Paris. Le quotidien, qui a perdu son autonomie, est ensuite pris dans une spirale de déclin qui affecte de nombreux titres nés dans la Résistance, et en particulier la presse communiste. Le tirage de Ce soir, soumis à la concurrence de France-Soir, passe de 400 000 exemplaires en 1945 à 100 000 exemplaires en 1952. Soumis à cette concurrence de France-Soir, le titre achève de décourager lecteurs et annonceurs par un ton antisémite virulent au début de 1953 dans sa couverture du Complot des blouses blanches. Le 28 février 1953, il disparaît. Staline meurt quelques jours plus tard et c'est aux Lettres françaises, dont il vient de prendre la direction qu'Aragon publie le dessin de Staline vu par Picasso, qui déclenche l'affaire du portrait de Staline, à dimension politico-artistique.

### 1945-1946, concurrencerL'Équipe?
De même que le service sportif de Paris-Soir s'était lancé, sous la direction de Gaston Bénac, dans l'organisation de courses cyclistes, en créant en 1932 le Grand Prix des Nations, une course contre-la-montre disputée dans la vallée de Chevreuse en région parisienne, de même Ce soir tenta de ravir quelques parts du marché de l'organisation des grandes épreuves cyclistes. Il s'insérait dans la stratégie politique du PCF, visant à s'implanter dans le domaine sportif. Mais il avait le but de la promotion du titre, que permet le « sponsoring » (le mot n'est pas d'époque) sportif. Le journal L'Auto avait été interdit de parution après la Libération. Or c'est ce quotidien qui organisait un grand nombre de courses cyclistes. En particulier le Tour de France lui appartenait depuis que sa création en 1903.
L'opération pour Ce soir ne vise rien moins qu'à obtenir des pouvoirs publics la reprise de cette épreuve reine du calendrier, alors que le groupe éditeur de L'Auto s'apprête à faire paraître le quotidien sportif l'Équipe et à reprendre le quasi-monopole de L'Auto en tant qu'organisateur de courses. Le chef du service des sports de Ce soir, Georges Pagnoud, qui est en même temps le rédacteur en chef de l’hebdomadaire sportif Miroir Sprint se lance dans l'entreprise. Il est aidé dans cette tâche par un journaliste, issu de Paris-Soir, Albert Baker d'Isy et par une autre figure du journalisme sportif, François Terbeen. En cette année 1946, il reprend momentanément l'organisation de la course Paris-Nice, poursuit l'organisation d'une nouvelle épreuve créée l'année précédente, une course d'un jour disputée en région parisienne : le circuit des Boucles de la Seine.

### Ce soirorganise son tour de France: la Ronde de France, 1946
Georges Pagnoud monte surtout une épreuve plus ambitieuse, la Ronde de France, sorte de Tour de France miniature. En effet, il existe un obstacle de taille au lancement d'un vrai Tour de France : la limitation, après la Libération, des courses cyclistes à une durée maximum de 5 jours.
Ce soir, associé à Miroir Sprint et au quotidien Sports, que le Parti communiste a lancé en février 1946, organise la nouvelle épreuve du 10 au 14 juillet 1946 entre Bordeaux et Grenoble, via Pau, Toulouse, Montpellier et Gap. Bien évidemment située aux beaux jours de juillet, la date de clôture de cette Ronde de France témoigne d'une volonté d'ancrer l'épreuve sportive dans le patrimoine historique français.
Le déroulement de la course cependant ne va pas permettre la mise en valeur du cyclisme français, contrairement aux attentes des organisateurs. Deux coureurs français gagnent une étape, Raymond Louviot à Montpellier et Apo Lazaridès à Grenoble, au terme d'un exploit, puisqu'il devance son second de plus de 8 minutes. Cependant les deux premiers au classement final sont les Italiens Giulio Bresci et Enzo Bertocchi, qui ont entamé l'épreuve française après avoir disputé le Tour d'Italie, où ils ont affûté leur « forme » physique. Les Français font un tir groupé à partir de la troisième place : Edouard Fachleitner, Pierre Cogan, Apo Lazaridès… Un mois plus tard, la course Monaco-Paris, déjà nommée « petit Tour de France », organisée par L'Équipe, se termine, elle, sur la victoire française d'Apo Lazaridès. Nul doute, outre l'expérience organisationnelle des successeurs de l'Auto, que la victoire de Lazaridès, révélation de l'année, devant le populaire René Vietto et le breton Jean Robic, tout comme le déroulement de la course, à rebondissements, confortèrent L'Équipe, aux yeux des autorités politiques et sportives, dans sa vocation à reprendre en 1947 le vrai Tour de France. Ce soir continue cependant d'organiser les Boucles de la Seine, en commun avec L'Humanité Dimanche (après 1948), jusqu'à la disparition du journal. Mais d'internationale, en sa première édition, la course limitée aux coureurs français dès 1946, n'acquiert jamais le lustre d'une grande classique. Le destin malgré tout changea de camp et permit la pérennité de l'épreuve au-delà de la vie de Ce soir : le vainqueur de 1947 était un jeune coureur breton du nom de Louison Bobet… Sa notoriété grandissante dès le Tour 1947 rejaillit sur les « Boucles » qui se disputèrent jusqu'en 1973. Vingt ans après la mort du journal.
Cette vocation cycliste du journal Ce soir est souvent ignorée. Aussi, en cette année 1946 où s'exacerbent ces antagonismes politiques par sport cycliste interposé, un jeune journaliste fait ses débuts à Ce soir. Il s'agit de Pierre Chany, auteur bien plus tard de La Fabuleuse Aventure du tour de France. Chany reste au journal dirigé par Aragon jusqu'à la fin. En 1953, il est embauché par L'Équipe. Il n'est pas le seul journaliste cycliste à connaître ce parcours. Jacques Marchand passe lui aussi à l'école de Ce soir avant d'écrire à L'Équipe. En 1961, c'est à lui que revient la création du Tour de l'Avenir, épreuve destinée à faire se rencontrer les coureurs amateurs de l'Ouest et de l'Est européens.

## Journalistes et collaborateurs deCe soir
« Il me fallait bien gagner notre vie (…). Devenu grand reporter à Ce soir, mon ami J.-F. Rolland allait accompagner les troupes alliées sur le front de l'Est. Comme il me voyait désemparé, il proposa à Louis Parrot, rédacteur en chef du quotidien, de me recruter comme journaliste. L'ex commandant de la Résistance (…) devint ainsi un petit débutant, voisinant dans une salle de rédaction avec quelques autres apprentis journalistes, tous jeunes et non moins débutants, partageant avec eux le traitement des « chiens écrasés » en quelques lignes. Au bout de trois jours de cette activité, je partis. » Tels sont les souvenirs d'Edgar Morin de son passage à Ce soir en 1944.
Le journaliste Raymond Lavigne, qui a travaillé à Ce soir de 1947 à 1953 dresse, quant à lui, un inventaire des « signatures » du journal durant la période la période où il en fut. Le Dictionnaire biographique, mouvement ouvrier, mouvement social (Le Maitron) permet de compléter l'approche concernant essentiellement les collaborateurs ayant eu un engagement au Parti communiste français. Or selon R. Lavigne, « la rédaction était composée pour plus de la moitié de journalistes aux opinions les plus diverses ». S'il reconnaît la présence quasi exclusive de communistes dans les services de politique intérieure et étrangère, dont nombre se retrouvent ensuite dans la presse de leur parti (à L'Humanité en particulier), tel n'est pas le cas, écrit-il, aux rubriques des informations générales et sportives, qui étaient « capitales dans un journal de ce type ». Journaliste à Ce soir de 1949 à 1953, Alain Guérin, dans un livre de « mémoires », en donne des épisodes pittoresques y compris sur la rubrique « spectacles et culture ». Les directeurs et rédacteurs en chef, déjà cités, ne sont pas repris ici.

### Les signatures et collaborations de 1944 à 1953
- Pierre Accoce
- Antoine Acquaviva
- René Andrieu
- Charles Bacelon
- Pierre Barlatier
- Yves Benot
- Régis Bergeron
- Jean Bouhier
- Georges Bouvard
- Jean Cazalbou
- Catherine Claude
- Jean-Marie Coldefy
- Charles Dobzynski
- Alain Guérin
- Pierre Juin
- Raymond Lavigne
- Robert Lechêne
- Geo London
- Robert-Jean Longuet
- Louis Luc
- Serge Mallet
- Eugène Mannoni
- Martine Monod
- Gilbert Mury
- Paul Noirot
- Madeleine Riffaud
- Jean Roire
- Jacques-Francis Rolland
- Michel Rouzé
- Georges Soria
- Paul Tillard
- André Wurmser

### Les journalistes de la rubrique sportive
- Albert Baker d'Isy
- Pierre Chany
- Yann Le Floch
- Jacques Marchand
- Georges Pagnoud
- Georges Pradels
- François Terbeen
- François Thébaud[35]
- Émile Toulouse
- Robert Vergne
- Maurice Vidal

## Sources

### Le quotidien d'informations politiques
- Nicole Racine, notice « Louis Aragon », Dictionnaire biographique, mouvement ouvrier, mouvement social, 1940-1968, Les Éditions de l'Atelier, 2005.(notice sur cédérom) ; notice « Jean-Richard Bloch », DBMOF, tome 19, Les Éditions Ouvrières, 1983
- Baptiste Eychart, « Jean-Richard Bloch, la guerre d'Espagne et Ce soir », Les « Annales » de la société Louis Aragon-Elsa Triolet, no 1-1999
- François Eychart : « Conversation avec Gaston Bensan », article dans Les « Annales » de la société Louis Aragon-Elsa Triolet, no 7-2005
- Aragon : « Un jour du monde (chroniques de Ce Soir), 1re partie : 1938. La crise de Munich », Les « Annales » de la société Louis Aragon-Elsa Triolet, no 19-2017, éditions Delga (introduction : François Eychart), p. 462,  (ISBN 978-2-37607-141-9)
- Aragon : « Un jour du monde (chroniques de Ce Soir), 2e partie : 1939. Jusqu'au pacte germano-soviétique », Les « Annales » de la société Louis Aragon-Elsa Triolet, no 20-2018, éditions Delga, p. 465,  (ISBN 978-2-37607-165-5)
- « Ce soir (1937-1939). Chroniques et articles d'Aragon, Elsa Triolet, Jean-Richard Bloch, Francis Jourdain, Jean Wiéner », Les « Annales » de la société des amis de Louis Aragon et Elsa Triolet, no 22-2020, éditions Delga, p. 367,  (ISBN 978-2-37607-208-9)
- Alexandre Courban, « Ce soir, le deuxième quotidien communiste », in Xavier Vigna, Jean Vigreux, Serge Wolikow (dir.), Le Pain, la paix, la liberté, expériences et territoires du front populaire, Paris, Éditions sociales, 2006
- François Maspero, L'Ombre d'une photographe, Gerda Taro, Seuil, 2006
- François Fontaine, La Guerre d'Espagne, un déluge de feu et d'image. BDIC / Berg international, 2003

### Témoignages
- André Wurmser, Fidèlement vôtre. Soixante ans de vie politique et littéraire, Grasset, 1979  (ISBN 2-246-00817-4). André Wurmser tint dans Ce soir une rubrique quotidienne intitulée « Grains de sel ».
- Raymond Lavigne, Je suis un communiste heureux, La Table Ronde, Paris, 1981  (ISBN 2-7103-0039-7)
- Pierre Daix, Tout mon temps, « mémoires », Fayard, 2001  (ISBN 2-213-60859-8)
- Alain Guérin, Ne quittez pas je raccroche Éditions Le Temps des cerises, 2019  (ISBN 978-2-37071-180-9)

### L'organisateur d'épreuves cyclistes
- Serge Laget, Tour de France, 100 ans, 1903-2003, volume 1. 1940-1946, des ersatz. Édition de l'Équipe, 2002
- Pierre Lagrue, Le Tour de France reflet de l'histoire et de la société. Éditions L'Harmattan, Paris, 2004
- Miroir du cyclisme, encyclopédie, no 299-1981